# Sri Lanka aux Jeux olympiques d'été de 2020
Le Sri Lanka participe aux Jeux olympiques de 2020 à Tokyo au Japon. Il s'agit de sa 18e participation à des Jeux d'été.

## Athlètes engagés
| Sport       | Hommes | Femmes | Total |
| ----------- | ------ | ------ | ----- |
| Athlétisme  | 1      | 1      | 2     |
| Badminton   | 1      | 0      | 1     |
| Équitation  | 0      | 1      | 1     |
| Gymnastique | 0      | 1      | 1     |
| Judo        | 1      | 0      | 1     |
| Natation    | 1      | 1      | 2     |
| Tir         | 0      | 1      | 1     |
| Total       | 4      | 5      | 9     |

## Résultats

### Athlétisme
| Athlète              | Épreuve        | 1er tour      | 1er tour | Demi-finale | Demi-finale | Finale  | Finale  |
| Athlète              | Épreuve        | Temps         | Rang     | Temps       | Rang        | Temps   | Rang    |
| -------------------- | -------------- | ------------- | -------- | ----------- | ----------- | ------- | ------- |
| Yupun Abeykoon       | 100 m masculin | 10 s 32       | 6e       | Éliminé     | Éliminé     | Éliminé | Éliminé |
| Nimali Liyanarachchi | 800 m féminin  | 2 min 10 s 23 | 8e       | Éliminé     | Éliminé     | Éliminé | Éliminé |

### Badminton
| Athlète            | Compétition   | Phase de groupes                  | Phase de groupes                 | Phase de groupes | 1/8e de finale   | Quarts de finale | Demi-finales     | Finale           | Finale  |
| Athlète            | Compétition   | Adversaire Score                  | Adversaire Score                 | Rang             | Adversaire Score | Adversaire Score | Adversaire Score | Adversaire Score | Rang    |
| ------------------ | ------------- | --------------------------------- | -------------------------------- | ---------------- | ---------------- | ---------------- | ---------------- | ---------------- | ------- |
| Niluka Karunaratne | Simple hommes | Wang Tzu-wei Défaite 12-21, 15-21 | Nhat Nguyen Défaite 16-21, 14-21 | 3e du gr. F      | Éliminé          | Éliminé          | Éliminé          | Éliminé          | Éliminé |

### Équitation
| Athlète           | Cheval | Compétition | Qualification | Qualification | Qualification | Qualification | Qualification | Finale    | Finale    | Finale    | Finale   | Finale   |
| Athlète           | Cheval | Compétition | Pénalités     | Pénalités     | Pénalités     | Temps         | Rang          | Pénalités | Pénalités | Pénalités | Temps    | Rang     |
| Athlète           | Cheval | Compétition | Saut          | Temps         | Total         | Temps         | Rang          | Saut      | Temps     | Total     | Temps    | Rang     |
| ----------------- | ------ | ----------- | ------------- | ------------- | ------------- | ------------- | ------------- | --------- | --------- | --------- | -------- | -------- |
| Mathilda Karlsson | Chopin | Individuel  | Éliminée      | Éliminée      | Éliminée      | Éliminée      | Éliminée      | Éliminée  | Éliminée  | Éliminée  | Éliminée | Éliminée |

### Gymnastique artistique
| Athlète      | Compétition      | Qualifications | Qualifications      | Qualifications | Qualifications | Qualifications | Qualifications | Finale   | Finale              | Finale   | Finale   | Finale   | Finale   |
| Athlète      | Compétition      | Appareil       | Appareil            | Appareil       | Appareil       | Total          | Rang           | Appareil | Appareil            | Appareil | Appareil | Total    | Rang     |
| Athlète      | Compétition      | Saut           | Barres asymétriques | Poutre         | Sol            | Total          | Rang           | Saut     | Barres asymétriques | Poutre   | Sol      | Total    | Rang     |
| ------------ | ---------------- | -------------- | ------------------- | -------------- | -------------- | -------------- | -------------- | -------- | ------------------- | -------- | -------- | -------- | -------- |
| Milka Gehani | Concours général | 13,366         | 10,866              | 11,266         | 10,300         | 45,798         | 78e            | Éliminée | Éliminée            | Éliminée | Éliminée | Éliminée | Éliminée |

### Judo
| Athlète               | Compétition           | 1er tour               | 2e tour             | Quart de finale     | Demi-finale         | Repêchage           | Finale / MB         | Rang    |
| Athlète               | Compétition           | Adversaire Résultat    | Adversaire Résultat | Adversaire Résultat | Adversaire Résultat | Adversaire Résultat | Adversaire Résultat | Rang    |
| --------------------- | --------------------- | ---------------------- | ------------------- | ------------------- | ------------------- | ------------------- | ------------------- | ------- |
| Chamara Dharmawardana | Moins de 73 kg hommes | Houssein Défaite 00-10 | Éliminé             | Éliminé             | Éliminé             | Éliminé             | Éliminé             | Éliminé |

### Natation
| Athlète            | Épreuve                   | Série        | Série | Demi-finale | Demi-finale | Finale   | Finale   |
| Athlète            | Épreuve                   | Temps        | Rang  | Temps       | Rang        | Temps    | Rang     |
| ------------------ | ------------------------- | ------------ | ----- | ----------- | ----------- | -------- | -------- |
| Matthew Abeysinghe | 100 m nage libre masculin | 50 s 62      | 48e   | Éliminé     | Éliminé     | Éliminé  | Éliminé  |
| Aniqah Gaffoor     | 100 m papillon féminin    | 1 min 5 s 33 | 32e   | Éliminée    | Éliminée    | Éliminée | Éliminée |

### Tir
| Athlète          | Compétition                  | Qualification | Qualification | Finale   | Finale   |
| Athlète          | Compétition                  | Points        | Rang          | Points   | Rang     |
| ---------------- | ---------------------------- | ------------- | ------------- | -------- | -------- |
| Tehani Egodawela | Carabine à air comprimé 10 m | 611,5         | 49e           | Éliminée | Éliminée |